# Science-Fiction-Jahr 1829
Übersicht

◄◄ | ◄ | 1825 | 1826 | 1827 | 1828 | Science-Fiction-Jahr 1829 | 1830 | 1831 | 1832 | 1833 | ► | ►►

Weitere Ereignisse

## Gestorben
- Wilhelm Friedrich von Meyern (* 1759)